# God the Lux
God the Lux – drugi studyjny album black metalowej grupy Vesania. Wydany został 25 kwietnia 2005 roku nakładem Empire Records w Polsce oraz Napalm Records na świecie. Nagrania zostały zarejestrowane na przełomie 2004 i 2005 roku w studiu Kokszoman w Warszawie oraz w Hendrix Studios w Lublinie. Miksowanie i mastering kompozycji wykonali bracia - Sławomir i Wojciech Wiesławscy w białostockim Hertz Studio.

## Lista utworów
Opracowano na podstawie materiału źródłowego.
| Nr  | Tytuł utworu               | Słowa                             | Muzyka            | Długość |
| --- | -------------------------- | --------------------------------- | ----------------- | ------- |
| 1.  | „Path I Rest In Pain”      | Tomasz Wróblewski                 | Tomasz Wróblewski | 5:31    |
| 2.  | „Path II Posthuman Kind”   | Tomasz Wróblewski                 | Tomasz Wróblewski | 3:37    |
| 3.  | „Path III Lumen Clamosum”  | Tomasz Wróblewski                 | Krzysztof Oloś    | 1:54    |
| 4.  | „Path IV God The Lux”      | Tomasz Wróblewski                 | Tomasz Wróblewski | 4:00    |
| 5.  | „Path V Synchroscheme”     | Tomasz Wróblewski                 | Tomasz Wróblewski | 5:21    |
| 6.  | „Path VI Phosphorror”      | Tomasz Wróblewski                 | Tomasz Wróblewski | 3:45    |
| 7.  | „Path VII Lumen Funescum”  | Tomasz Wróblewski                 | Krzysztof Oloś    | 1:31    |
| 8.  | „Path VIII The Mystory”    | Tomasz Wróblewski, Filip Żołyński | Krzysztof Oloś    | 4:54    |
| 9.  | „Path IX Fireclipse”       | Tomasz Wróblewski                 | Tomasz Wróblewski | 5:36    |
| 10. | „Path X Lumen Coruscum”    | Tomasz Wróblewski                 | Krzysztof Oloś    | 3:25    |
| 11. | „Path XI Legions Are Me”   | Tomasz Wróblewski                 | Tomasz Wróblewski | 3:25    |
| 12. | „Path XII Inlustra Nigror” | Tomasz Wróblewski                 | Tomasz Wróblewski | 25:58   |
|     |                            |                                   |                   | 1:08:57 |

| Utwór dodatkowy | Utwór dodatkowy    | Utwór dodatkowy   | Utwór dodatkowy   | Utwór dodatkowy |
| Nr              | Tytuł utworu       | Słowa             | Muzyka            | Długość         |
| --------------- | ------------------ | ----------------- | ----------------- | --------------- |
| 1.              | „Path XI Mask Ill” | Tomasz Wróblewski | Tomasz Wróblewski |                 |

## Twórcy
Opracowano na podstawie materiału źródłowego.
| Zespół Vesania w składzie - Tomasz "Orion" Wróblewski - gitara, śpiew, muzyka, słowa, aranżacje - Dariusz "Daray" Brzozowski - perkusja, aranżacje - Krzysztof "Siegmar" Oloś - instrumenty klawiszowe - Filip "Heinrich" Hałucha - gitara basowa, aranżacje Dodatkowi muzycy - Maurycy "Mauser" Stefanowcz - gitara solowa w utworze pt. "The Mystory" |  | Produkcja - Sławomir i Wojciech Wiesławscy - mastering, miksowanie - Arkadiusz "Malta" Malczewski - inżynieria dźwięku - Marecki - inżynieria dźwięku - Krzysztof "Sado" Sadowski - fotografie - Tanzteufel - projekty graficzne |

## Wydania
| Rok  | Nr katalogowy | Format           | Wydawca           | Region         | Źródło |
| ---- | ------------- | ---------------- | ----------------- | -------------- | ------ |
| 2005 | NPR 169       | CD, Album        | Napalm Records    | Austria/Europa | [ 6 ]  |
| 2005 | NPR 169       | CD, Album, Promo | Napalm Records    | Austria/Europa | [ 6 ]  |
| 2005 | EMP CD 047    | CD, Album        | Empire Records    | Polska         | [ 6 ]  |
| 2005 | SC05216       | CD, Album        | Scarecrow Records | Meksyk         | [ 6 ]  |